# قندپهلو
قندپهلو یک مسابقه تلویزیونی است که از شبکهٔ آموزش ایران پخش شده است. قندپهلو با موضوع شعر و ادبیاتِ طنز است که با حضور شاعران طنزپرداز ایرانی به تهیه‌کنندگی امیر قمیشی، اجرای رضا رفیع و داوری شهرام شکیبا و ناصر فیض تهیه و پخش می‌شود.
سری بعدی این برنامه از روز دوشنبه ۲۰ اسفند ۱۳۹۷ شروع به کار کرد و بیست قسمت ادامه داشت.

## حضور شرکت‌کنندگانی از افغانستان، تاجیکستان و ایران
از هشتم فروردین ۱۳۹۴ مرحلهٔ جدید قندپهلو با حضور شرکت‌کنندگانی از کشورهای افغانستان، ایران و تاجیکستان پخش می‌شود.
در این مرحله، علاوه بر رضا رفیع، یک مجری از شبکهٔ ملی تاجیکستان حضور داشته و قاسم رفیعا نیز به جمع داوران اضافه شد.